# 贝尔努伊德波雷罗斯
贝尔努伊德波雷罗斯，是西班牙卡斯蒂利亚-莱昂塞戈维亚省的一个市镇。 总面积9平方公里，总人口359人（2001年），人口密度40人/平方公里。